# Stendhal
Marie-Henri Beyle (sinh 23 tháng 1 năm 1783 - mất 23 tháng 3 năm 1842), được biết đến với bút danh Stendhal, là một nhà văn Pháp thế kỉ 19. Ông được biết đến với kĩ năng phân tích nhân vật sắc sảo và là một trong những nhà văn nổi tiếng nhất của chủ nghĩa hiện thực, điều này được thể hiện rõ nhất qua hai tiểu thuyết nổi tiếng của ông là Đỏ và Đen (Le Rouge et le Noir, 1830) và Tu Viện thành Parma (La Chartreuse de Parme, 1839).
Ông từng làm thư ký của bộ trưởng bộ chiến tranh Pháp trong cuộc chiến tranh Pháp- Ý thời Đế chế I. Những năm trong quân đội, ông làm việc chủ yếu ở Ý và say mê đất nước và con người nơi đây - nơi từng gợi cho ông nhiều cảm hứng sáng tác.
Năm 1821, ông rời Milano về Paris. Sau đó, ông có sáng tác một số tiểu luận: Về tình yêu (1822), Racine và Shakespeare (1823). Nhưng ông lại thành công hơn với tiểu thuyết tâm lý và xu hướng hiện thực đang phát triển với nhiều sức thuyết phục trong giai đoạn này. Một số tác phẩm khác: truyện ngắn Nữ tu viện trưởng, Vanina Vanini; và một số truyện khác có tên chung Biên niên nước Ý.